# Arctia luna
Arctia luna är en fjärilsart som beskrevs av Smith och Boyes 1960. Arctia luna ingår i släktet Arctia och familjen björnspinnare. Inga underarter finns listade i Catalogue of Life.